# 摩登天空
摩登天空是總部位於北京市的音乐公司，也是中國最大的獨立音樂出版運營機構，業務涉及音乐制作、音乐版权、艺人经纪以及现场音乐（线下演出），1997年由沈黎晖創辦。2002年，摩登天空欠债两三百万，员工當時只剩下两人。2007年，摩登天空创办第一届摩登天空音乐节，此後逐步盈利。2009年，創辦中國最知名的音樂節之一草莓音乐节。

## 音樂廠牌
- BADHEAD
- 律
- WaterMade水形
- Guava（電子音樂廠牌）
- World Music（世界音樂廠牌）
- 荔芙娱乐（摇滚厂牌）
- MSE（電子音樂廠牌）
- MDSK（嘻哈音樂廠牌）
- Modern Sky Kids（亲子音乐厂牌）
- 午夜浪漫（电子摇滚音乐厂牌）
- NO PROBLEM（虚拟音乐艺人厂牌）
- 北河三音乐（世界音樂廠牌）

## 外部連結
- 官方网站